# Kardioplegia
Kardioplegia – czasowe zatrzymanie akcji serca za pomocą środków farmakologicznych oraz hipotermii. Najczęściej w tym celu podawany jest zimny płyn zawierający potas, który pozwala zatrzymać serce w rozkurczu, chroniąc jednocześnie mięsień sercowy przed niedotlenieniem. Kardioplegia stosowana jest zwykle podczas operacji kardiochirurgicznych. Podczas nich dochodzi do celowego zatrzymania akcji serca, a krew rozprowadzana jest po całym ciele przez maszynę, omijając serce.